# Nico Motchebon
Nico Motchebon (né le 13 novembre 1969 à Berlin) est un athlète allemand spécialiste du 800 mètres. 

## Carrière
Il commence sa carrière en 1985 par le pentathlon moderne. En 1989, il est vice-champion du monde dans la course de relais par équipe ; en 1991, à San Antonio, il termine troisième dans la même compétition, se qualifiant pour les Jeux olympiques de 1992, auxquels finalement il ne participe pas.
Il participe en revanche aux Jeux de 1996 et réussit alors à entrer en finale du 800 mètres qu'il termine à la cinquième place.

### Palmarès
| Date | Compétition                    | Lieu     | Résultat | Performance   |
| ---- | ------------------------------ | -------- | -------- | ------------- |
| 1993 | Championnats du monde en salle | Toronto  | 3e       | 1 min 48 s 15 |
| 1993 | Universiade                    | Buffalo  | 3e       | 1 min 49 s 52 |
| 1994 | Championnats d'Europe en salle | Paris    | 4e       | 1 min 47 s 24 |
| 1994 | Championnats d'Europe          | Helsinki | 4e       | 1 min 46 s 65 |
| 1995 | Championnats du monde          | Göteborg | 4e       | 1 min 45 s 97 |
| 1996 | Jeux olympiques                | Atlanta  | 5e       | 1 min 43 s 91 |
| 1997 | Championnats du monde en salle | Paris    | 4e       | 1 min 46 s 19 |
| 1999 | Championnats du monde en salle | Maebashi | 3e       | 1 min 45 s 74 |

### Records
| Épreuve    | Performance   | Lieu     | Date            |
| ---------- | ------------- | -------- | --------------- |
| 400 mètres | 47 s 82       | Hambourg | 12 juin 2002    |
| 800 mètres | 1 min 43 s 91 | Atlanta  | 31 juillet 1996 |

| Épreuve    | Performance   | Lieu      | Date            |
| ---------- | ------------- | --------- | --------------- |
| 400 mètres | 46 s 83       | Chemnitz  | 29 janvier 1999 |
| 800 mètres | 1 min 44 s 88 | Stuttgart | 5 février 1995  |